# Inmigración venezolana en Chile
La inmigración venezolana en Chile es el movimiento migratorio hacia Chile desde Venezuela. Desde la mitad de la década de 2010 registra un importante incremento del flujo de venezolanos a Chile. En el 2022 residían aproximadamente 533 000 venezolanos en Chile con base en datos del Departamento de Extranjería y Migración (DEM) y el Instituto Nacional de Estadísticas (INE). Desde 2018, los venezolanos son la primera comunidad extranjera, superando a los peruanos. En marzo de 2018, se creó la «Visa de responsabilidad democrática» para aquellos ciudadanos venezolanos que tengan la intención de establecerse en Chile, cumpliendo una serie de requisitos establecidos en la VISA, sumado a lo anterior, a partir del mes de junio de 2019 y dado el incremento de ciudadanos venezolanos ingresando desde Tacna, el gobierno de Chile estableció una VISA consular de turismo para todos los ciudadanos venezolanos que entrasen al país, provocando una caída del 80 % del ingreso de venezolanos a Chile entre los meses de mayo y agosto de 2019.
Con más de 533 mil personas, la comunidad venezolana en Chile es la quinta comunidad de venezolanos más grande del mundo, solo detrás de Colombia, Perú, Brasil y Ecuador.
Según encuestas realizadas a la ciudadanía chilena en 2025, los venezolanos se transformaron en los inmigrantes que más "distancia social y prejuicio" generan en los chilenos, El 70% de los encuestados 70,2% tiene una percepción negativa de venezolanos, lo que aumentó aumentó en 30 puntos desde 2019.

## Historia
Es un flujo migratorio de larga data, remontándose a los inicios de la República de Chile, siendo los intelectuales Andrés Bello, Simón Rodríguez y Luis López Méndez, Evaristo Soublette y Carlos Soublette los más célebres, el primero radicándose en Chile de forma permanente, dirigiendo la recién fundada Universidad de Chile y obteniendo la nacionalidad chilena; mientras el segundo vivió en Chile entre los años 1834 y 1843.
En el siglo XX destacó la presencia del poeta Félix Armando Núñez, el  escritor Mariano Picon Salas y el pintor Gabriel Bracho, de los dirigentes políticos Romulo Betancourt, Carlos Alberto D'Ascoli, Valmore Rodriguez, Jaime Lusinchi,  Jose Vicente Rangel, Jorge Dager, Raúl Ramos Giménez, Rafael Pizani, Braulio Jatar Dotti, del economista José Antonio Mayobre, y el músico Luisín Landáez. 
Desde el año 2014, la inmigración venezolana a Chile ha aumentado de forma explosiva motivado por la crisis económica que enfrenta Venezuela desde hace años, atraídos por la aparente estabilidad económica de Chile, el bajo desempleo en comparación a Venezuela, el idioma y la facilidad para obtener el estatus legal ha motivado a muchos venezolanos a inmigrar a Chile.
En 2021, inmigrantes venezolanos ilegales fueron sujetos de persecución por parte de la comunidad de Iquique, quienes tras una manifestación antinmigración debido a continuas incivilidades y crímenes por parte de los recién llegados, atacaron y quemaron pertenencias de dichos inmigrantes.
La organización criminal venezolana Tren de Aragua expandió sus operaciones a Chile.
El Fiscal General de Venezuela, Tarek William Saab, afirmó que en Chile hay una "xenofobia antivenezolana brutal" en diciembre de 2023.
En 2024, el militar venezolano en retiro y refugiado en Chile, Ronald Ojeda, quien fue opositor a Nicolás Maduro, fue secuestrado y asesinado en Santiago.

## Aspectos socioculturales

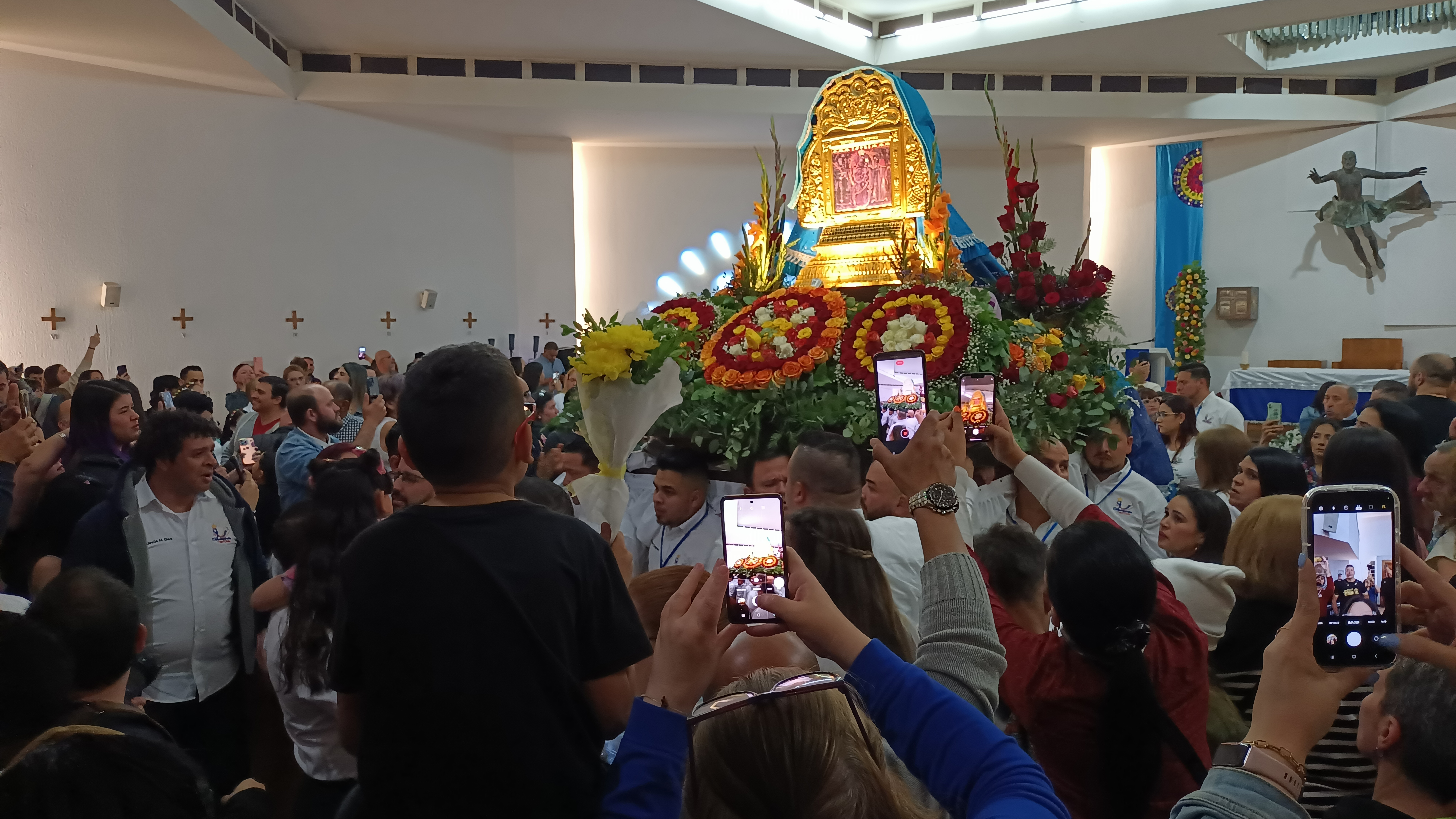
La comunidad zuliana residente en Santiago celebrando la "Bajada de La Chinita" en la Parroquia Latinoamericana el 18 de noviembre de 2023

La formación de una diáspora venezolana trajo consigo la aparición de diferentes aspectos socioculturales paralelos a la sociedad chilena. El incremento de la oferta gastronómica venezolana como productos de consumo común por los venezolanos, pero con baja aceptación entre los chilenos, como la harina de maíz para la elaboración de las tradicionales arepas venezolanas, es posible encontrar en una gran cantidad de comunas a nivel nacional.
En un sentido religioso, los venezolanos son una de las comunidades latinoamericanas con mayor participación al interior de la Iglesia católica en Chile, dándole un nuevo aire a la institución, la cual posee un alto número de nacionales declarados como católicos no practicantes. Estos inmigrantes contribuyeron al aumento en la asistencia a misas y actividades religiosas vinculadas con sus comunidades. Trayendo además sus celebraciones religiosas propias como las advocaciones marianas de la Nuestra Señora de Coromoto, de la Virgen de Chiquinquirá (también conocida como La Chinita) y de la Divina Pastora, en las cuales se reune a celebrar la comunidad venezolana y comparten comida típica, música y bailes tradicionales. También es importante para comunidad es la celebración navideña con su característica gastronomía con hallacas, pan de jamón, ensalada de gallina, asado negro, pernil y ponche crema. 
Un aspecto negativo tiene que ver con personas que tienen problemas de nula aceptación de las normas de convivencia social en Chile, el ruido permanente y las fiestas con alto consumo de alcohol hasta elevadas horas de la noche en los edificios donde residen, como también en entornos naturales, teniendo roces con los chilenos por la diferencia de costumbres.

### Criminalidad
El aumento exponencial de la criminalidad —y la violencia de la misma— tras la inmigración venezolana es de las principales razones que genera animadversión por parte de la sociedad chilena. Los venezolanos son el grupo extranjero que lidera las imputaciones por homicidio en Chile (38,5%) y son el tercero con más presencia en las cárceles (26,8%), principalmente por delitos de tráfico de droga y robo.

### Polémica de George Harris en Festival de Viña del Mar
Un polémico antecedente -el cual fue calificado como «xenofobia», por la diáspora venezolana- se dio durante la 64ª edición del Festival Internacional de la Canción de Viña del Mar, en la rutina del comediante venezolano George Harris, bastante querido en su país, la cual estuvo marcada por el tenso ambiente del dividido público de la Quinta Vergara, integrado por chilenos, y una multitud de venezolanos que viajaron para apoyar a Harris.Durante la mayor parte de la presentación, la cual se compuso de una serie de anécdotas propias de su país, contadas principalmente con expresiones y modismos propios de Venezuela, esta se vio marcada por sonoras pifias y rechiflas de los espectadores de Chile, y por las ocasionales ovaciones del público venezolano.
Posterior a su presentación, se produjeron incidentes, al retirarse masivamente el público venezolano de la Quinta Vergara, indignados por el mal recibimiento del público chileno a Harris. Los venezolanos acusaron de «xenofobia» al público chileno, y muchos hicieron descargos en programas en directo que se transmitían en Chile en paralelo al festival, como sería Primer Plano de Chilevisión.El director televisivo del evento, Álex Hernández, se sumó a estas acusaciones al día siguiente, asegurando que un grupo pequeño de chilenos se organizó para sabotear la rutina. Muchos chilenos justificaron el rechazar a Harris, no por su nacionalidad, sino por el simple hecho de no ser divertido, algo que ha sucedido antes en el mismo escenario, con artistas incluso chilenos. En una conferencia de prensa posterior, los animadores del evento también descartaron que se haya tratado de un episodio de xenofobia, atribuyendo el fracaso de la rutina a otros factores, como las discusiones entre Harris y el público presente.  Se registraron posterior a la presentación de Harris peleas y discusiones entre venezolanos y chilenos, junto con algunos hechos de violencia aislados, mientras las personas de ambas nacionalidades salían del recinto.
Pasados varios días desde la rutina, este hecho no hizo más que afectar todavía más la compleja situación entre venezolanos y chilenos, al punto de que Guarequena Gutiérrez, exembajadora y ad honorem en Chile designada por Juan Guaidó, señalaría que hay venezolanos inmigrantes que están pensando irse de Chile. Otro incidente ocurrido como consecuencia sería el de la estudiante de psicología venezolana Mishelle Hecht, alumna de la Universidad Adolfo Ibañez, quien señalaría que no confiaba en los chilenos, amenazándolos de que «les vamos a meter Tren de Aragua hasta para llevar».

## Demografía
Se han asentado principalmente en Santiago, y Valparaíso; también hay comunidades en Concepción, La Serena, Puerto Montt, Talca, Rancagua, Arica, Iquique, entre otros lugares de Chile. En la capital en Santiago se le denomina como Pequeña Caracas a un barrio comprendido entre ocho cuadras donde se concentra una gran cantidad de residentes de nacionalidad venezolana.

### Boommigratorio
Según el cuestionado censo del año 2008 la población venezolana en Chile aquel año fue de 7897 mientras en el censo del año 1999 era de 4338 habitantes.
Entre los años 2014 a 2016, la migración venezolana en Chile pasó 2275 en 2014 a 7395 en 2015, según cifras del Departamento de Extranjería y Migración, entre el año 2011 y 2015 se solicitaron 15 054 visas y 3464 permanencias definitivas en el mismo periodo para ciudadanos venezolanos;. En últimos años hubo un gran crecimiento de  médicos venezolanos inscritos para rendir el examen EUNACOM para poder prestar sus servicios en el servicio público de salud, que fue de 338 en 2015 a 847 en el año 2016.
Para finales de 2016, según Departamento de Extranjería de la Policía de Investigaciones de Chile, señaló que más de 23 000 mil venezolanos solicitaron residencia en el país austral para residencia y ejercer actividades laborales, en estos las profesiones más comunes fueron la ingeniería, estudiantes y contadores (3047 ingenieros, 1565 estudiantes y 722 contadores), lo cual evidencia la alta calificancia profesional de la diáspora. Ese año había cerca de 11 000 venezolanos en la capital de Chile, Santiago, lo que representaba apropiadamente 30 % de la comunidad de inmigrantes (42 671). A ellos les seguían 10 000 peruanos, 8000 colombianos y 2281 haitianos.
Durante 2016, ingresaron 86 581 ciudadanos venezolanos a Chile y durante el año 2017  ingresaron 164 686 y salieron del país 56 183 personas (12 000 más que el año 2016).
En marzo de 2018, apenas asumir su segundo mandato y durante una entrevista con Deutsche Welle el presidente Sebastián Piñera expresó: «vamos a seguir recibiendo venezolanos en Chile, porque tenemos un deber de solidaridad y yo nunca olvido que cuando Chile perdió su democracia, Venezuela fue muy generosa con chilenos que buscaban nuevas oportunidades»
A partir del 16 de abril de 2018 comenzó a regir el requisito de visado previo para los ciudadanos venezolanos que quieran permanecer en el territorio chileno sin fines turísticos. Para ello, se creó una visa especial llamada «Responsabilidad Democrática». Además el gobierno trabajó en una Nueva Ley de Inmigración, más permisiva que la anterior.
A mediados de 2019, a raíz del éxodo masivo de venezolanos de su país, surge una crisis inmigratoria en el Complejo fronterizo Chacalluta, el senador Felipe Kast, integrante de la coalición de gobierno opinó que: "Es positivo que el Gobierno esté implementando una política migratoria ordenada y humanitaria; cerrando las fronteras a personas con antecedentes penales, y apoyando a niños y mujeres que buscan reunirse con sus familiares residentes en Chile" y solicitó "tenderles la mano" gestionando directamente que venezolanos pudieran realizar trámites inmigratorios con su pasaporte vencido. mientras que José Antonio Kast fue más crítico con la gestión y acusó a legisladores estarían creando "puentes para generar flujos migratorios que no estén acordes con el sistema legal establecido en Chile" y afirmó que al país no le corresponde "asumir todas las responsabilidades humanitarias".
El 8 de julio de 2019, la ministra vocera del gobierno, Cecilia Pérez, expresó que se seguirían dejando entrar venezolanos «hasta que el país lo resista. Para que los chilenos estén bien. Eso significa poder tener las demandas pertinentes para poder atender salud, educación, vivienda y trabajo».
La oposición hizo un llamado a tener un "enfoque humanitario" en la materia de inmigración, condenó "los intentos por sembrar odio" y respaldó la gestión del INDH en la crisis.
José Miguel Insulza responsabilizó al gobierno por la crisis, Heraldo Muñoz llamó a "hacer una excepción" y el Frente Amplio afirmó que "Hay una inconsecuencia brutal".
El ministro Felipe Larraín quien afirmó que: "Este es un país abierto a la migración, pero eso tiene un efecto en el mercado laboral".
Simultáneamente el 31 de julio de 2019 el canciller Teodoro Ribera firmó un acuerdo con la coordinadora residente del Sistema de las Naciones Unidas en Chile, Silvia Rucks, sobre colaboración en inmigración y refugio, en el marco de los Objetivos de Desarrollo Sostenible de la Agenda 2030.
La comuna de Colchane experimentó olas inmigratorias sin precedentes provenientes desde Venezuela y que al llegar a Chile los inmigrantes fueron alojados en escuelas para ser posteriormente trasladados a otras zonas del país.

### Venezolanos en Chile según los censos chilenos

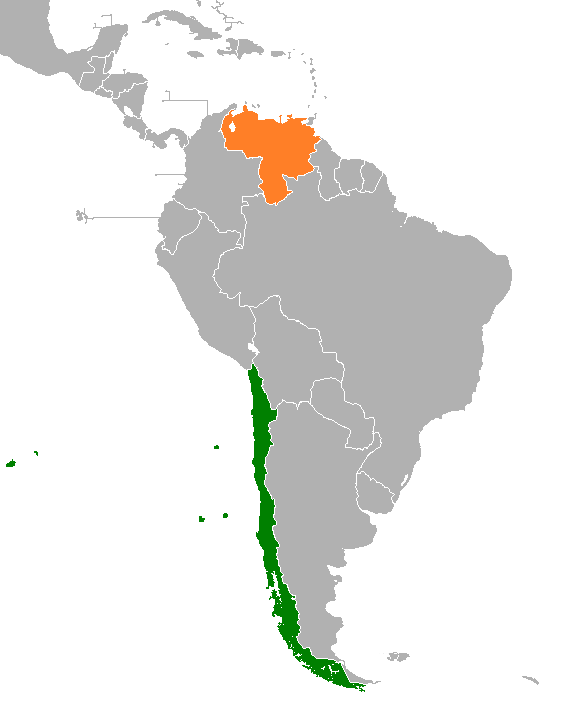
Chile y Venezuela en el mapa de Sudamérica

| Venezolanos viviendo en Chile | Venezolanos viviendo en Chile | Venezolanos viviendo en Chile | Venezolanos viviendo en Chile | Venezolanos viviendo en Chile |
| Año                           | Venezolanos en Chile          | Crecimiento Intercensal       | Censo de población            | Ref.                          |
| ----------------------------- | ----------------------------- | ----------------------------- | ----------------------------- | ----------------------------- |
| 1960                          | 411 venezolanos               | Sin cambios                   | Censo chileno de 1960         | [ 80 ]                        |
| 1970                          | 204 venezolanos               | - 50,3 %                      | Censo chileno de 1970         | [ 81 ]                        |
| 1982                          | 942 venezolanos               | + 361 %                       | Censo chileno de 1982         | [ 82 ]                        |
| 1992                          | 2 397 venezolanos             | + 154 %                       | Censo chileno de 1992         | [ 83 ]                        |
| 2002                          | 4 338 venezolanos             | + 80,9 %                      | Censo chileno de 2002         | [ 54 ]                        |
| 2012                          | 10 200 venezolanos            | + 135 %                       | Censo chileno de 2012         | [ 53 ]                        |
| 2017                          | 82 998 venezolanos            | + 713 %                       | Censo chileno de 2017         | [ 84 ]                        |
| 2024                          | 669 408 venezolanos           | + 706 %                       | Censo chileno de 2024         | [ 1 ]                         |

### Venezolanos en Chile distribuidos por región
| Cantidad de Venezolanos viviendo en Chile distribuidos por Regiones según el censo chileno de población de 2024 | Cantidad de Venezolanos viviendo en Chile distribuidos por Regiones según el censo chileno de población de 2024 | Cantidad de Venezolanos viviendo en Chile distribuidos por Regiones según el censo chileno de población de 2024 | Cantidad de Venezolanos viviendo en Chile distribuidos por Regiones según el censo chileno de población de 2024 |
| N.º | Región | Censo 2024 | Porcentaje del Total                                                                                            |
| --- | --- | --- | --- |
| 1° | Metropolitana de Santiago                                                                                       | 441 568 | 65,96 % |
| 2° | Valparaíso | 48 835 | 7,30 % |
| 3° | Biobío | 29 851 | 4,46 % |
| 4° | O'Higgins | 24 365 | 3,64 % |
| 5° | Maule | 23 940 | 3,58 % |
| 6° | Coquimbo | 20 215 | 3,02 % |
| 7° | Los Lagos | 19 473 | 2,91 % |
| 8° | Antofagasta | 16 100 | 2,40 % |
| 9° | Tarapacá | 11 262 | 1,68 % |
| 10° | Araucanía | 7 737 | 1,16 % |
| 11° | Arica y Parinacota                                                                                              | 6 607 | 0,99 % |
| 12° | Atacama | 6 523 | 0,97 % |
| 13° | Ñuble | 5 813 | 0,87 % |
| 14° | Magallanes y la Antártica                                                                                       | 3 380 | 0,50 % |
| 15° | Los Ríos | 2 666 | 0,40 % |
| 16° | Aysén | 1 073 | 0,16 % |
| TOTAL VENEZOLANOS · EN Chile                                                                                    | TOTAL VENEZOLANOS · EN Chile                                                                                    | 669 408 | 100 % |
| Fuente: Instituto Nacional de Estadísticas (INE) y Departamento de Extranjería y Migración (DEM)                | | | |

### Venezolanos distribuidos por comunas en la Región Metropolitana de Santiago

Los resultados del censo de 2024 demuestran que de todos los venezolanos que han emigrado a Chile, por lo menos alrededor de un 65 % se encuentran viviendo solamente en la Región Metropolitana de Santiago.

| Cantidad de venezolanos viviendo en la Región Metropolitana de Santiago de Chile distribuidos por comunas según el censo chileno de población de 2024 y 2017 | Cantidad de venezolanos viviendo en la Región Metropolitana de Santiago de Chile distribuidos por comunas según el censo chileno de población de 2024 y 2017 | Cantidad de venezolanos viviendo en la Región Metropolitana de Santiago de Chile distribuidos por comunas según el censo chileno de población de 2024 y 2017 | Cantidad de venezolanos viviendo en la Región Metropolitana de Santiago de Chile distribuidos por comunas según el censo chileno de población de 2024 y 2017 | Cantidad de venezolanos viviendo en la Región Metropolitana de Santiago de Chile distribuidos por comunas según el censo chileno de población de 2024 y 2017 | Cantidad de venezolanos viviendo en la Región Metropolitana de Santiago de Chile distribuidos por comunas según el censo chileno de población de 2024 y 2017 |
| Puesto | Comunas de la Región Metropolitana de Santiago | Censo Chileno de 2024 | Censo Chileno de 2017 | Porcentaje 2024 | Porcentaje 2017 |
| --- | --- | --- | --- | --- | --- |
| 1° | Santiago Centro | 100 967 | 34 525 | 22,87 % | 49,71 % |
| 2° | Estación Central | 43 732 | 3 217 | 9,90 % | 4,63 % |
| 3° | San Miguel | 29 418 | 1 910 | 6,66 % | 2,75 % |
| 4° | Independencia | 25 199 | 4 362 | 5,71 % | 6,28 % |
| 5° | La Florida | 20 484 | 1 990 | 4,64 % | 2,86 % |
| 6° | Ñuñoa | 19 981 | 4 253 | 4,53 % | 6,12 % |
| 7° | Quinta Normal | 18 587 | 991 | 4,21 % | 1,42 % |
| 8° | La Cisterna | 13 703 | 723 | 3,10 % | 1,04 % |
| 9° | Maipú | 13 674 | 1 035 | 3,10 % | 1,49 % |
| 10° | Macul | 10 893 | 1 223 | 2,47 % | 1,76 % |
| 11° | Quilicura | 9 674 | 636 | 2,19 % | 0,91 % |
| 12° | San Joaquín | 7 504 | 669 | 1,70 % | 0,96 % |
| 13° | Recoleta | 7 431 | 1 004 | 1,68 % | 1,44 % |
| 14° | Peñalolén | 6 989 | 639 | 1,58 % | 0,92 % |
| 15° | Las Condes | 6 494 | 3 097 | 1,47 % | 4,45 % |
| 16° | Pudahuel | 6 346 | 377 | 1,44 % | 0,54 % |
| 17° | Conchalí | 5 282 | 303 | 1,20 % | 0,43 % |
| 18° | El Bosque | 5 270 | 213 | 1,19 % | 0,30 % |
| 19° | Providencia | 4 491 | 2 030 | 1,02 % | 2,92 % |
| 20° | La Granja | 4 259 | 139 | 0,96 % | 0,20 % |
| 21° | Renca | 4 140 | 169 | 0,94 % | 0,24 % |
| 22° | Lo Prado | 3 841 | 194 | 0,87 % | 0,27 % |
| 23° | Huechuraba | 3 677 | 741 | 0,83 % | 1,06 % |
| 24° | Cerro Navia | 3 587 | 133 | 0,81 % | 0,19 % |
| 25° | Pedro Aguirre Cerda | 3 426 | 132 | 0,78 % | 0,19 % |
| 26° | Cerrillos | 2 995 | 197 | 0,68 % | 0,28 % |
| 27° | San Ramón | 2 757 | 82 | 0,62 % | 0,11 % |
| 28° | La Pintana | 2 606 | 114 | 0,59 % | 0,16 % |
| 29° | Lo Espejo | 2 041 | 65 | 0,46 % | 0,09 % |
| 30° | La Reina | 1 918 | 455 | 0,43 % | 0,65 % |
| 31° | Lo Barnechea | 1 338 | 532 | 0,30 % | 0,76 % |
| 32° | Vitacura | 840 | 423 | 0,19 % | 0,60 % |
| Total | Provincia de Santiago | 393 544 | 66 573 | 89,12 % | 95,86 % |
| 1° | Puente Alto | 11 608 | 868 | 2,63 % | 1,24 % |
| 2° | San José de Maipo | 347 | 29 | 0,08 % | 0,05 % |
| 3° | Pirque | 149 | 37 | 0,03 % | 0,05 % |
| Total | Provincia de Cordillera | 12 104 | 934 | 2,74 % | 1,34 % |
| 1° | Lampa | 8 238 | 256 | 1,87 % | 0,37 % |
| 2° | Colina | 4 459 | 418 | 1,01 % | 0,60 % |
| 3° | Til Til | 338 | 14 | 0,08 % | 0,02 % |
| Total | Provincia de Chacabuco | 13 035 | 688 | 2,95 % | 0,99 % |
| 1° | San Bernardo | 7 752 | 384 | 1,76 % | 0,55 % |
| 2° | Buin | 2 719 | 154 | 0,62 % | 0,22 % |
| 3° | Paine | 1 382 | 56 | 0,31% | 0,08 % |
| 4° | Calera de Tango | 235 | 16 | 0,05 % | 0,02 % |
| Total | Provincia de Maipo | 12 088 | 610 | 2,74 % | 0,87 % |
| 1° | Padre Hurtado | 2 893 | 137 | 0,66 % | 0,20 % |
| 2° | Talagante | 2 000 | 97 | 0,45 % | 0,14 % |
| 3° | Peñaflor | 1 482 | 140 | 0,34 % | 0,20 % |
| 4° | El Monte | 371 | 48 | 0,08 % | 0,07 % |
| 5° | Isla de Maipo | 358 | 20 | 0,08 % | 0,03 % |
| Total | Provincia de Talagante | 7 104 | 442 | 1,61 % | 0,63 % |
| 1° | Melipilla | 2 722 | 153 | 0,62 % | 0,22 % |
| 2° | Curacaví | 564 | 38 | 0,13 % | 0,05 % |
| 3° | Alhué | 169 | 5 | 0,04 % | 0,00 % |
| 4° | San Pedro | 121 | 2 | 0,03% | 0,00 % |
| 5° | María Pinto | 117 | 1 | 0,03% | 0,00 % |
| Total | Provincia de Melipilla | 3 693 | 199 | 0,84 % | 0,28 % |
| TOTAL | Metropolitana de Santiago | 441 568 | 69 446 | 100 % | 100 % |
| Fuente: Instituto Nacional de Estadísticas (INE) y Departamento de Extranjería y Migración (DEM)                                                             | | | | | |

### Estimaciones
| Inmigración venezolana en Chile desde 1990 | Inmigración venezolana en Chile desde 1990 | Inmigración venezolana en Chile desde 1990 |
| Año                                        | Residentes venezolanos                     | Fuente                                     |
| ------------------------------------------ | ------------------------------------------ | ------------------------------------------ |
| 1990                                       | 2 250                                      | [ 86 ]                                     |
| 2000                                       | 4 050                                      | [ 86 ]                                     |
| 2010                                       | 7 400                                      | [ 86 ]                                     |
| 2011                                       | 8 800                                      | [ 86 ]                                     |
| 2013                                       | 14 590                                     | [ 86 ]                                     |
| 2014                                       | 21 587                                     | [ 86 ]                                     |
| 2015                                       | 34 700                                     | [ 86 ]                                     |
| 2016                                       | 67 587                                     | [ 86 ]                                     |
| 2017                                       | 120 794                                    | [ 86 ]                                     |
| 2018                                       | 334.168                                    | [ 87 ]                                     |
| 2019                                       | 441 218                                    | [ 87 ]                                     |
| 2020                                       | 447 811                                    | [ 87 ]                                     |
| 2021                                       | 444 717                                    | [ 87 ]                                     |
| 2022                                       | 505 007                                    | [ 88 ]                                     |
| 2023                                       | 728 586                                    | [ 89 ]                                     |